# Isanthrene roreri
Isanthrene roreri là một loài bướm đêm thuộc phân họ Arctiinae, họ Erebidae.